# Acacia humifusa
Acacia humifusa är en ärtväxtart som beskrevs av George Bentham. Acacia humifusa ingår i släktet akacior, och familjen ärtväxter. Inga underarter finns listade i Catalogue of Life.